# Instituto de Engenharia de Sistemas e Computadores
O Instituto de Engenharia de Sistemas e Computadores (INESC), é uma associação privada sem fins lucrativos , dedicada à educação, incubação, investigação científica e consultoria tecnológica. A sua missão centra-se na criação de uma melhor relação entre o mundo académico e o mundo empresarial, facilitando a transição de estudantes da universidade para a sua vida profissional. Como principais objectivos pode enumerar-se a educação, a incubação de projectos inovadores, a investigação científica e a consultoria tecnológica.
Actualmente o INESC conta como associados o Instituto Superior Técnico (IST), a Portugal Telecom SGPS, SA (PT), a Universidade do Porto (UP), a PT Comunicações, SA (PTC), a Universidade de Aveiro (UA), a Universidade Técnica de Lisboa (UTL), a Universidade de Coimbra (UC) e os Correios de Portugal, SA (CTT).